# Alexander Gennadijewitsch Saizew
Alexander Gennadijewitsch Saizew (russisch Александр Геннадиевич Зайцев, englisch Alexander Zaitsev; * 16. Juni 1952 in Leningrad, Sowjetunion) ist ein ehemaliger sowjetischer Eiskunstläufer, der im Paarlauf startete. Mit zwei Olympiasiegen, sechs Weltmeisterschaftstiteln und sieben Europameisterschaftstiteln, die er gemeinsam mit Irina Rodnina errang, ist er der erfolgreichste Paarläufer der Eiskunstlaufgeschichte.

## Werdegang
Im April 1972 empfahl Irina Rodninas Trainer Stanislaw Schuk ihr, es nach ihrer Trennung von Alexei Ulanow mit dem jungen Leningrader Eiskunstläufer Alexander Saizew als Paarlaufpartner zu probieren. Saizew fiel durch eine gute Sprungtechnik auf und durch sein schnelles Lernen neuer Elemente. So bildeten Saizew und Rodnina ein Paar. Mit Saizew sollte Rodnina noch erfolgreicher werden als sie es schon mit Alexei Ulanow geworden war.
Rodnina knüpfte mit Saizew nahtlos an ihre vergangene Erfolge an. 1973 wurden Saizew und Rodnina bereits sowjetische Meister und gewannen in Köln bei ihrer ersten gemeinsamen Europameisterschaft wie auch in Bratislava bei ihrer ersten gemeinsamen Weltmeisterschaft die Goldmedaille. Bei der WM gelang ihnen dies obwohl die Musik ausgefallen war. Dennoch behielten sie die Konzentration und liefen die Kür zu Ende. Dafür bekamen sie stehenden Applaus und ein einstimmiges Punktrichterurteil zu ihren Gunsten. Sowohl den EM-Titel wie auch den WM-Titel gewannen sie vor Rodninas früherem Partner Alexei Ulanow und Rodninas Dauerkonkurrentin Liudmila Smirnova. Der Tanzstil des Paares Saizew/Rodnina wurde zur damaligen Zeit als „Revolution“ gefeiert. Die beiden hatten dem romantischen Eislaufen den Rücken gekehrt und ihrer Kür mit schnellen Elementen eine neue Richtung im Eiskunstlauf gegeben.
1974 verteidigte das Paar seinen sowjetischen Meistertitel, in Zagreb seinen EM-Titel und in München seinen WM-Titel. Dies gelang ihnen auch im Jahr 1975 bei der Europameisterschaft in Kopenhagen und der Weltmeisterschaft in Colorado Springs. Kurz darauf, im April 1975, heirateten Saizew und Rodnina. Auch 1976 setzten sie ihren Siegeszug fort. In Genf wurden sie Europameister und in Göteborg Weltmeister. In Innsbruck bestritten sie dann ihre ersten gemeinsamen Olympischen Spiele. Ihr Olympiasieg war ungefährdet. Sie gewannen sowohl Kurzprogramm wie auch Kür und wurden von allen Punktrichtern auf den ersten Platz gesetzt. Sie verwiesen Romy Kermer und Rolf Oesterreich aus der DDR, wie auch bei der vorherigen und folgenden Weltmeisterschaft, auf den zweiten Platz. 1977 wurden Saizew und Rodnina zum vierten und letzten Mal sowjetische Meister. In Helsinki wurde das Paar zum fünften Mal in Folge Europameister und in Tokio zum fünften Mal in Folge Weltmeister. Damit waren sie das erste und sind bis heute das einzige Paar, das fünf Titel bei Weltmeisterschaften erringen konnte. 1978 gewannen sie die Europameisterschaft in Straßburg und erliefen im kanadischen Ottawa ihren sechsten und letzten WM-Titel in Folge. Damit sind Alexander Saizew und Irina Rodnina bis heute das erfolgreichste Paar bei Weltmeisterschaften.
1979 bestritt das Paar keine Wettbewerbe, da Rodnina schwanger war und einen Sohn zur Welt brachte. 1980 kehrten Saizew und Rodnina zurück. Sie gewannen in Göteborg ihren siebten und letzten Europameisterschaftstitel. Damit überholten sie Marika Kilius und Hans-Jürgen Bäumler, die es auf sechs EM-Titel gebracht hatten und wurden das erfolgreichste Paar bei Eiskunstlauf-Europameisterschaften. Die Olympischen Spiele in Lake Placid sollten ihr letzter Auftritt werden, da Rodnina die folgende Weltmeisterschaft aufgrund einer Schulterverletzung nicht mehr bestreiten konnte. Die amtierenden Weltmeister Tai Babilonia und Randy Gardner aus den USA konnten nicht teilnehmen, da Gardner sich verletzt hatte und so hatten Saizew und Rodnina keine Mühe ihren Olympiatitel zu verteidigen. Nach Andrée Brunet und Pierre Brunet 1928 und 1932 und Ljudmila Beloussowa und Oleg Protopopow 1964 und 1968 waren sie das dritte und vorerst letzte Paar, das olympisches Gold verteidigen konnte. Saizew und Rodnina gewannen alle Wettbewerbe, an denen sie in ihrer Karriere teilnahmen und dies in einem Zeitraum von acht Jahren.
Die Ehe mit Irina Rodnina wurde nach nur wenigen Jahren geschieden. Saizew wurde Trainer in den USA und lebt heute wieder in Moskau.

## Ergebnisse

### Paarlauf
(mit Irina Rodnina)
| Wettbewerb / Jahr           | 1973 | 1974 | 1975 | 1976 | 1977 | 1978 | 1979 | 1980 |
| --------------------------- | ---- | ---- | ---- | ---- | ---- | ---- | ---- | ---- |
| Olympische Winterspiele     |      |      |      | 1.   |      |      |      | 1.   |
| Weltmeisterschaften         | 1.   | 1.   | 1.   | 1.   | 1.   | 1.   |      |      |
| Europameisterschaften       | 1.   | 1.   | 1.   | 1.   | 1.   | 1.   |      | 1.   |
| Sowjetische Meisterschaften | 1.   | 1.   | 1.   |      | 1.   |      |      |      |